# Красниставський замок

Красниставський замок на малюнку З. Фогеля

Красниставський замок (пол. Zamek w Krasnymstawie) — замок, що знаходився у повітовому місті Краснистав Холмської землі Руського воєводства.

## Історія
На південь від княжого міста Щекарева біля переправи через річку Вепр 1356 року заклали замок. Для забезпечення заводнення ровів і оборони міста викопали ставок, названий Красним Ставом, від якого пішла назва міста.
Замкову каплицю Св. Анни в 1426 році фундував Владислав II Ягайло, з 1490 року тут була резиденція холмського єпископа. Після завданих татарами знищень 1505 замок відбудував король Олександр, оточивши другим кільцем оборони з валу і рову. З середини XVI ст. замок належав коронному гетьману, канцлеру Яну Саріушу Замойському, який його перебудував, звівши зовнішню лінію мурів з бастіонами, валом і ровом, надбудувавши на ярус замковий палац, де 1588 літом гостив Сигізмунд II Август. Із зими 1588 тут майже рік утримували полоненого у битві під Бучиною архикнязя Максиміліана III Габсбурга, проголошеного королем Польщі разом з Сигізмундом III Вазою, який його відвідав, подарувавши карету з вісьміркою коней. Надбрамна вежа з 2 кімнатами і 2 ізбами, у якій його утримували, звалась Максиміліанівською. Замок згорів 1616, зазнав декількох знищень у XVII ст. від військ козаків, шведів, саксонського, московського, що спричинило його занепад. До кінця століття його відновили. Під час повстання Костюшка 1794 замок спалило російське військо. Після пожежі міста 1811 руїни почали розбирати на будівельні матеріали. З решток мурів на терені замку 1824 збудували дві стайні для російського гарнізону. У 1970-х роках тут збудували амфітеатр. При археологічних дослідженнях 1980-х років виявили рештки фундаментів замку.